# Mobilní operační systém

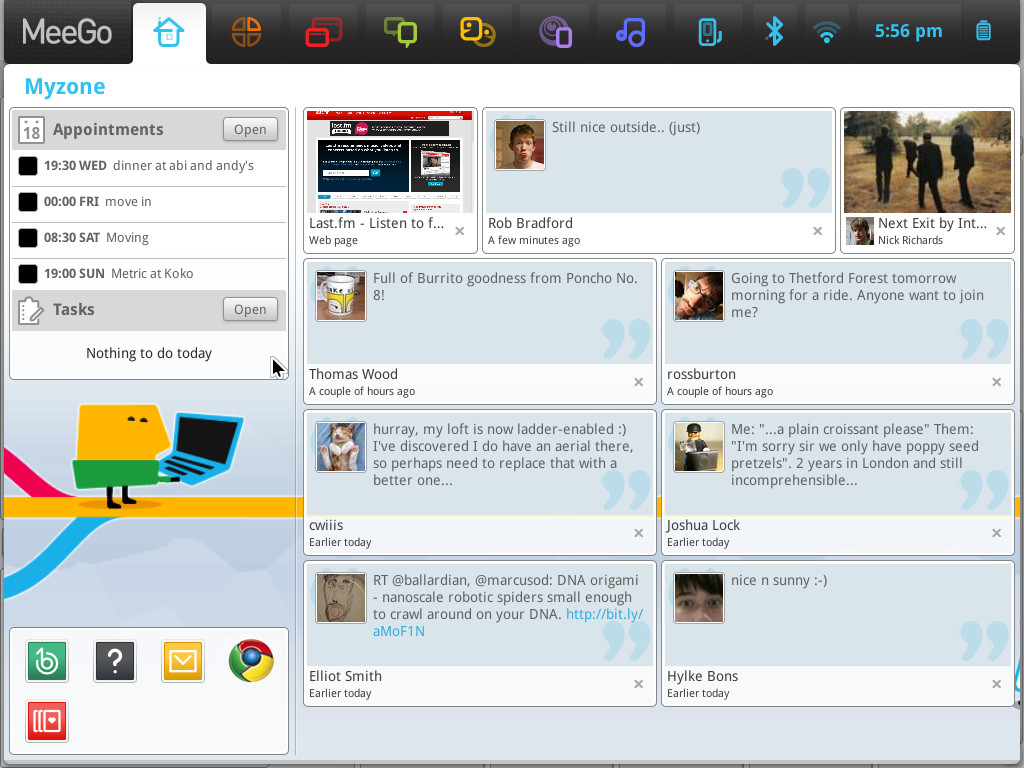
Mobilní operační systém MeeGo

Mobilní operační systém je speciální operační systém určený především pro mobilní zařízení, jako jsou smartphony, tablety, PDA, komunikátory a kapesní počítače. Některé systémy např. iOS, Android, či HarmonyOS se používají i ve vestavěných zařízeních, osobních počítačích, apod. Tyto operační systémy jsou obvykle silně spjaty s hardwarovou stránkou zařízení. Systém je většinou nahrán na zvláštní interní a standardně nepřepisovatelné paměti. Různými způsoby lze dosáhnout přepsání této paměti (tzv. flashnutí) a uživatel může původní systém přemazat. Jednoduché telefony používají jednoduché tovární OS šité na míru většinou slabšímu hardware. 

## Seznam mobilních operačních systémů
- AliOS – založen na distribuci Linuxu
- HarmonyOS – pro chytrá zařízení společnosti Huawei
- HyperOS – používá jádro Linux
- IOS – pro chytré telefony společnosti Apple
- IPadOS – založen na iOS
- Linux – pro chytré telefony
- postmarketOS - derivát distribuce Alpine Linux
- Tizen – používá jádro Linux
- Ubuntu Touch používá jádro Linux
- Ubuntu - používá jádro Linux
- WatchOS – založen na iOS
- webOS – operační systém zařízení Palm
- visionOS – založen na iOS
- Zepp OS – pro chytré hodinky společnosti Amazfit
- Android – používá jádro Linux
  - AsteroidOS
  - Funtouch OS
  - ColorOS
  - One UI
  - Wear OS
  - CopperheadOS
  - Indus OS
  - Fira OS
  - Fire OS
  - Magic OS
  - Nothing OS
  - Smartisan OS

## Tržní podíl mobilních operačních systémů
| Operační systém | květen 2012 | prosinec 2012 | březen 2013 | červenec 2013 | listopad 2013 | únor 2014 | 2022 | 2023 |
| Android         | 19,69%      | 28,02%        | 28,85%      | 25,28%        | 33,89%        | 36,14%    | 66%  | 81%  |
| iOS             | 62,65%      | 61,1%         | 61,41%      | 58,26%        | 55,17%        | 52,96%    | 22%  | 16%  |
| HarmonyOS       | -           | -             | -           | -             | -             | -         | 2%   | 3%   |
| Windows Phone   | 0,66%       | 0,9%          | 1,5%        | 1,15%         | 0,67%         | 0,45%     | -    | -    |
| Java ME         | 12,17%      | 6,65%         | 8,16%       | 8,86%         | 4,49%         | 4,44%     | -    | -    |
| Symbian         | 1,86%       | 1,24%         | 1,71%       | 2,23%         | 3,12%         | 3,5%      | -    | -    |
| BlackBerry      | 2,09%       | 1,42%         | 1,38%       | 3,23%         | 1,65%         | 1,42%     | -    | -    |
| Kindle          | 0,47%       | 0,4%          | 0,71%       | 0,81%         | 0,85          | 0,93%     | -    | -    |
| Ostatní         | 0,41%       | 0,28%         | 0,28%       | 0,19%         | 0,17          | 0,16%     | -    | -    |